# Honda Vezel
Batizado no Brasil de HR-V, o Honda Vezel (pronuncia-se: Vézel), é um SUV compacto, ou ainda um Crossover, produzido pela Honda; lançado no Salão de Tóquio 2013.

## Motorizações
Apresentado com duas opções, o Vezel possui um motor 1.8L quatro cilindros em linha 16 válvulas à gasolina, capaz de gerar 140 cavalos. Há também a opção de um propulsor híbrido, movido por gasolina e energia elétrica. Em ambos os modelos, o Vezel disponibiliza a transmissão continuamente variável(CVT).

## No Brasil
Posicionado abaixo do CR-V, o SUV médio da marca, o Vezel tem fabricação confirmada para o Brasil em 2015. Igualmente ao Japão, terá oferta do câmbio CVT (já presente no Fit de 1ª e 3ª geração).

## Galeria de Fotos

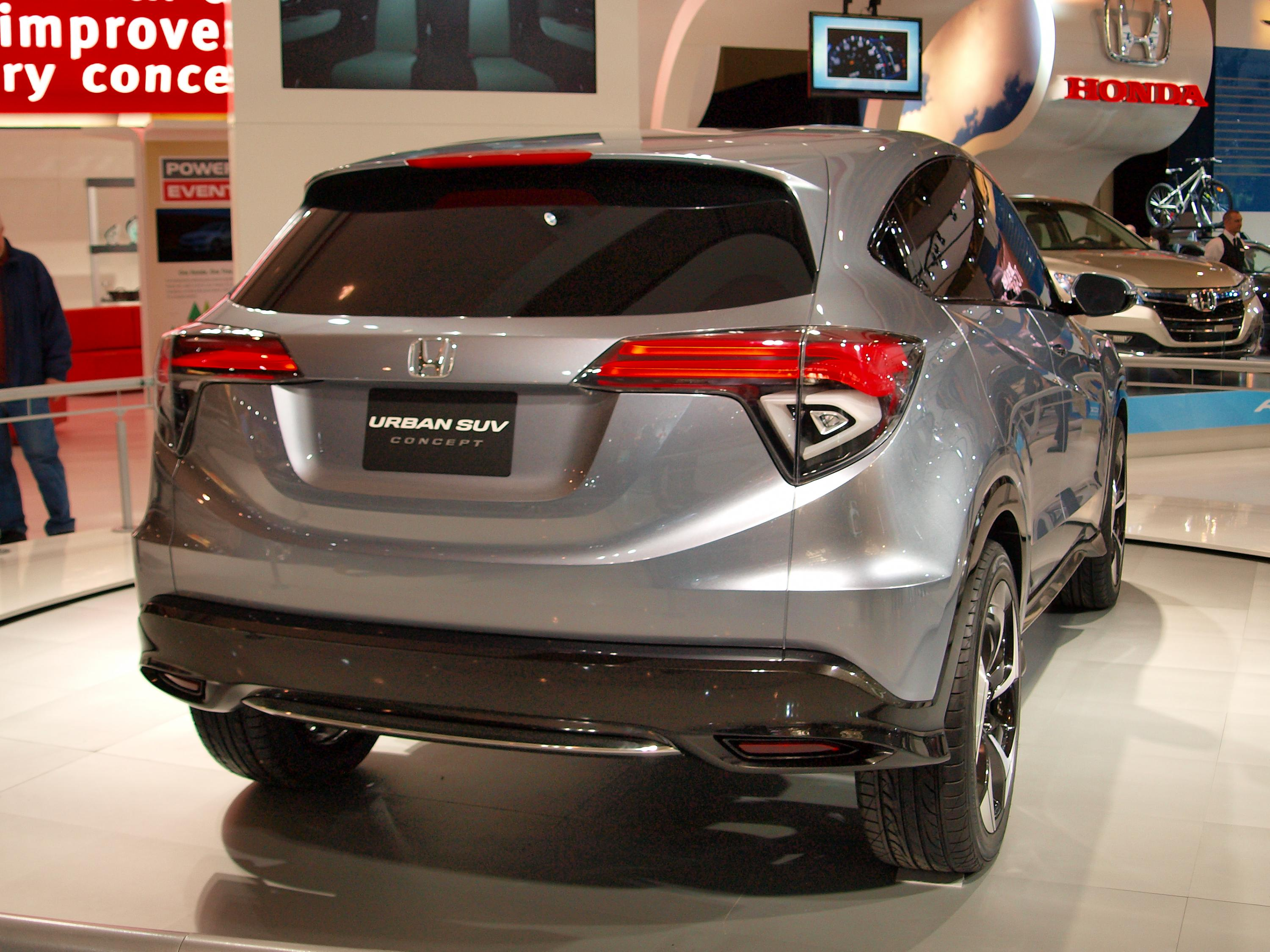
Urban SUV, o carro conceito que deu origem ao Vezel.
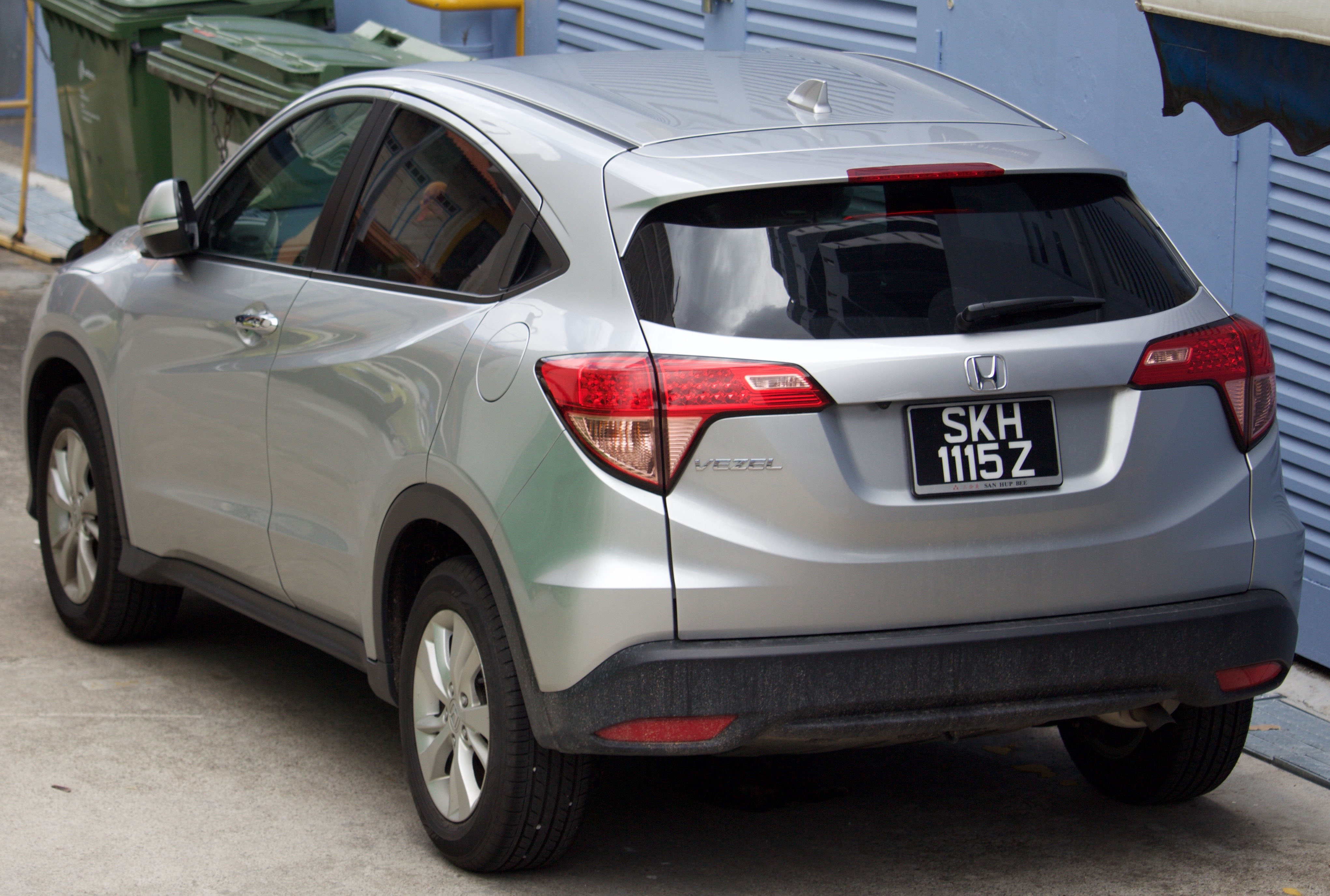
Visão traseira do Vezel.
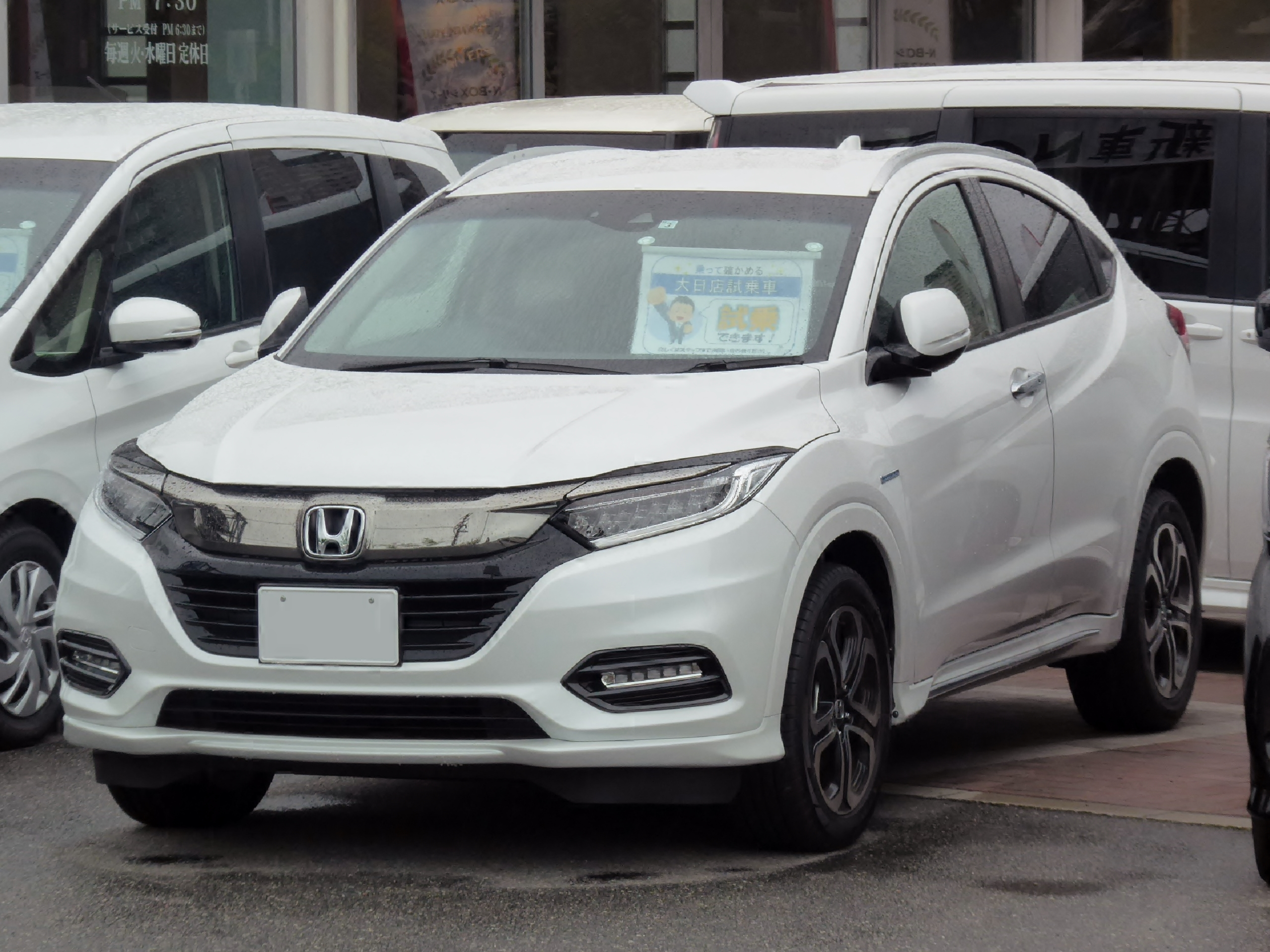
Versão híbrida do Vezel.